# Reforma de la Constitució espanyola de 1978
La Constitució Espanyola preveu en el seu títol X, articles 167, 168 i 169, els mecanismes a seguir per reformar-la. La proposta de reforma, pot venir mitjançant un avantprojecte de llei, una proposició de llei o per iniciativa d'una Comunitat Autònoma. L'article 169, conclou que no es pot reformar el text constitucional durant un període de guerra o en vigència de l'estat de setge, l'estat d'alarma o l'estat d'excepció.

## Part Orgànica
Per a la reforma de la part orgànica, prevista en l'article 167, es necessita l'aprovació de les dues cambres que conformen les Corts Generals amb una aprovació de 3/5 parts. En cas de no produir-se, es crearia una comissió parlamentària paritària que portaria de nou el text a les Corts, que haurien d'aprovar-lo per 2/3 parts del Congrés dels Diputats i majoria absoluta del Senat.
Un cop aprovat el text, el mateix hauria de ser ratificat en un referèndum si en el termini de 15 dies des de la seva aprovació ho demanen el 10% dels diputats de qualsevol de les dues cambres.

## Part Dogmàtica
Com indica l'article 168, per reformar el títol preliminar, el Capítol II, Secció 1a, del Títol I, o el Títol II, és necessari l'aprovació de les dues cambres amb una majoria de 2/3 parts, que comportarien la dissolució de les Corts i la convocatòria d'eleccions generals. Les noves cambres haurien d'aprovar el text amb igual majoria de 2/3 parts i sotmetre-ho a referèndum.